# Eidmannella tuckeri
Eidmannella tuckeri là một loài nhện trong họ Nesticidae.
Loài này thuộc chi Eidmannella. Eidmannella tuckeri được miêu tả năm 2001 bởi Cokendolpher & Reddell.